# Bahnhof Roma Ostiense

Der Bahnhof Roma Ostiense ist nach dem Bahnhof Roma Termini und dem Bahnhof Roma Tiburtina der drittgrößte Bahnhof der italienischen Hauptstadt Rom. Verwaltet wird der Bahnhof von der für die 103 mittelgroßen Bahnhöfe Italiens zuständigen FS-Tochtergesellschaft Centostazioni. Der Bahnhof wird sowohl von Fern-, als auch von Nahverkehrszügen bedient und markiert mit dem nahgelegenen Kopfbahnhof Porta San Paolo der Bahnstrecke nach Ostia und der Metrostation Piramide einen der wichtigsten Verkehrsknotenpunkte Roms. Die Nachbarbahnhöfe sind Trastevere und Tuscolana.

## Geschichte
Der Bahnhof Ostiense ersetzt einen älteren Vorgängerbau und war wie der etwa zeitgleiche Neubau des römischen Hauptbahnhofes Roma Termini Teil der Verkehrsplanungen für die Weltausstellung 1942, die aber schließlich wegen des Zweiten Weltkriegs nicht mehr stattfand. Das Empfangsgebäude nach dem Entwurf des Hausarchitekten der staatlichen Eisenbahngesellschaft Ferrovie dello Stato Italiane (FS) Roberto Narducci wurde 1940 dem Verkehr übergeben. Forciert wurde der Bau anlässlich des Besuches von Adolf Hitler bei Benito Mussolini 1938, da der Empfang durch den König und den Duce in Ostiense stattfand. Das Gebäude ist in monumentalen Formen errichtet, die dem faschistischen Repräsentationsbedürfnis entsprachen und sich zunehmend an den Bauten der Nationalsozialisten in Deutschland orientierten. Der nicht realisierte italienische Pavillon der Weltausstellung, ebenfalls von Narducci, war in fast identischer Form geplant.

### Air Terminal

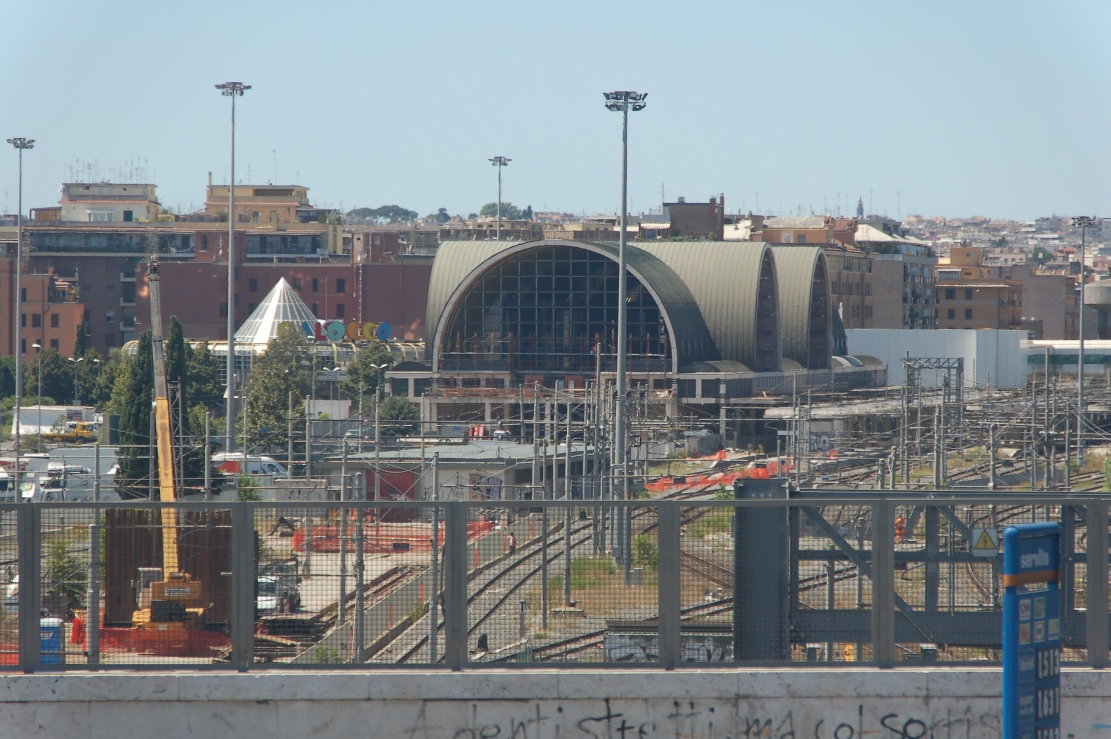
Air Terminal Ostiense. Blick aus Osten, 2011.

Im Zuge der Fußball-Weltmeisterschaft 1990 in Italien wurde nach Plänen des spanischen Architekten Julio Lafuente südlich des Bahnhofs auf der gegenüberliegenden Seite der Gleise das Air Terminal als Endpunkt einer Bahnverbindung zum Flughafen Rom-Fiumicino errichtet, dafür wurde auch die Bahnstrecke Rom–Fiumicino umgebaut. Nach der WM wurde das Angebot jedoch nicht wie vorgesehen genutzt, die Passagierzahlen erfüllten die Erwartungen nicht, die Züge zum Flughafen wurden daher ins S-Bahn-Netz Roms integriert und das Air Terminal geschlossen.
Die FS-Infrastrukturtochter Rete Ferroviaria Italiana verkaufte das Terminal 2009 für knapp elf Millionen Euro an das Unternehmen Geal, das ein Einkaufszentrum in dem Gebäude plante. 2010 gab die als Konkurrenz zur FS gegründete Nuovo Trasporto Viaggiatori (NTV) bekannt, dass ihre Hochgeschwindigkeitszüge unter dem Markennamen .italo in Rom nicht Termini, sondern Roma Tiburtina und den Bahnhof Ostiense anfahren werden, um dort relativ unabhängig vom FS-Verkehr die eigenen Züge abfertigen zu können. NTV nahm 2012 in Ostiense den Betrieb am Air Terminal mit den Linien Venedig–Rom und Turin–Salerno auf. Seit 2014 bedient auch die NTV den Bahnhof Termini, die Züge der Relation Turin–Salerno halten in Rom seitdem nur noch an den Bahnhöfen Tiburtina und Termini.
Das Terminalgebäude selbst wird seit 2012 durch die mit der Slow-Food-Bewegung verbundenen, international agierenden Lebensmittelkette Eataly genutzt, die die Halle als Markthalle mit zahlreichen Geschäften und mehreren Restaurants bespielt. Eataly ist auch als Caterer für NTV tätig.

## Verkehr
Die für den operativen Verkehr zuständige FS-Tochter Trenitalia bedient den Bahnhof sowohl mit Fern-, als auch mit Nahverkehrs- und Regionalzügen. Zudem ist das ehemalige Air Terminal in Ostiense Start- resp. Endpunkt einiger Hochgeschwindigkeitszüge der Nuovo Trasporto Viaggiatori (NTV).

### Fernverkehr
Im Fernverkehr bedient Trenitalia den Bahnhof täglich mit drei InterCity-Zugspaaren: Salerno Centrale–Torino Porta Nuova, Roma Termini–Ventimiglia und Napoli Centrale–Sestri Levante. Außerdem hält noch ein Nachtzug der Relation Turin–Salerno. Die Eurostar-Italia-Züge, welche Rom mit Mailand via Genua verbinden, passieren den Bahnhof ohne Halt.
Die NTV bietet ab Ostiense täglich insgesamt bis zu sieben Zugpaare nach Mailand und Turin sowie Venedig an.

### Regional- und Nahverkehr
Der Bahnhof ist Teil des S-Bahnähnlichen Nahverkehrszugssystems der Agglomeration Roms und wird von den Linie FL1, FL3 und FL5 bedient.

### Verkehrsträger in der Umgebung
In der Umgebung des Bahnhofs Ostiense findet sich die Metrostation Piramide der Linie B. Die Station trägt ihren Namen nach der nahe gelegenen Cestius-Pyramide. Zudem befindet sich auch der Kopfbahnhof Porta San Paolo in der Nachbarschaft des Bahnhofs Ostiense. Von ihm aus verkehren die Lokalzüge nach Lido di Ostia, die wie die Metro von der kommunalen Verkehrsgesellschaft ATAC betrieben werden. Dieser Bahnhof wurde bereits 1924 eröffnet.
| Linie | Verlauf |
| ----- | --- |
|       | Orte – Gallese Teverina – Civita Castellana-Magliano – Collevecchio-Poggio Sommavilla – Stimigliano – Gavignano Sabino – Poggio Mirteto – Fara Sabina-Montelibretti – Piana Bella di Montelibretti – Monterotondo-Mentana – Settebagni – Fidene – Nuovo Salario – Val d’Ala – Roma Nomentana – Roma Tiburtina – Roma Tuscolana – Roma Ostiense – Roma Trastevere – Villa Bonelli – Magliana – Muratella – Ponte Galeria – Fiera di Roma – Parco Leonardo – Fiumicino Aeroporto |
|       | Viterbo Porta Fiorentina – Viterbo Porta Romana – Tre Croci – Vetralla – Capranica-Sutri – Oriolo – Manziana-Canale Monterano – Bracciano – Vigna di Valle – Anguillara – Cesano – Olgiata – La Storta – La Giustiniana – Ipogeo degli Ottavi – Ottavia – Roma San Filippo Neri – Roma Monte Mario – Gemelli – Roma Balduina – Appiano-Proba Petronia – Valle Aurelia – Roma San Pietro – Quattro Venti – Roma Trastevere – Roma Ostiense                                      |
|       | Civitavecchia – Santa Marinella – Santa Severa – Marina di Cerveteri – Ladispoli-Cerveteri – Torre in Pietra-Palidoro – Maccarese-Fregene – Roma Aurelia – Roma San Pietro – Roma Trastevere – Roma Ostiense – Roma Tuscolana – Roma Termini |